# 丹羽正人
丹羽 正人（にわ まさと、10月18日 - ）は、日本の男性声優。愛知県出身。B-Box所属。

## 人物
MARVELシリーズとディズニー作品が好きで、「その作品に出演したい」と思い声優を目指したという。
趣味は、アニメ鑑賞、音楽鑑賞、バスケットボール、作曲。

## 出演

### テレビアニメ
2014年
- Wake Up, Girls!（観客）
- ブラック・ブレット（聖居職員B）
- ガールフレンド（仮）（男生徒C）
- 超爆裂異次元メンコバトル ギガントシューター つかさ

2017年
- 夏目友人帳 陸（生徒たち）
- アニ×パラ〜あなたのヒーローは誰ですか〜（大西）

2018年
- ひそねとまそたん（整備員A、入間整備員、自衛官A、観測員A、要撃管制官）
- BANANA FISH（サムソン、見張り、ガーベイの仲間、警官、ボーンズ 他）
- 風が強く吹いている（高橋）
- 色づく世界の明日から（クラスメイト、風野光瑛）
- 狐狸之声（フーリの父親）

2019年
- 妖怪ウォッチ シャドウサイド（ウマヅラー）
- ブギーポップは笑わない（イベントスタッフ）
- さらざんまい（アナウンス、警官A）
- ヴィンランド・サガ（2019年 - 2023年、モード、アシェラッド傭兵団員、ジャバザ軍兵士、イングランド軍兵士、ヤマイヌ 他） - 2シリーズ

2020年
- ファンタシースターオンライン2 エピソード・オラクル（アークス）
- 織田シナモン信長（男性）
- GO!GO!アトム
- 文豪とアルケミスト 〜審判ノ歯車〜（写真屋）
- GREAT PRETENDER（整備スタッフ）
- 呪術廻戦（生徒）

2021年
- 憂国のモリアーティ（ヤード）
- 白い砂のアクアトープ（先生、TV司会、常連客、関係者、山原 他）

2022年
- メイドインアビス 烈日の黄金郷（ガウメ）
- アオアシ（三上）

2023年
- 吸血鬼すぐ死ぬ2（男性店員）
- 虚構推理 Season2（男C）
- スキップとローファー（美津未の父、サトノスケ、兼近の父、野口、中年男性）
- ゴブリンスレイヤーII（冒険者）
- ひきこまり吸血姫の悶々（第六部隊員A）
- 魔法使いの嫁 SEASON2（浮浪者）
- SPY×FAMILY（スナイパー）

2024年
- 月が導く異世界道中 第二幕（店主）
- メタリックルージュ（ネアンA、ジョニー、ネアン1、簒奪者1、警備員）
- 薬屋のひとりごと（2024年 - 2025年、役人の弟、宦官、夫、作業場の男） - 2シリーズ
- おじゃる丸（亡き者、シャク族）
- 魔王の俺が奴隷エルフを嫁にしたんだが、どう愛でればいい?（顔剥ぎ、野盗）

2025年
- 真・侍伝 YAIBA（作業員、キャスター、一般人、パイロット）
- 機動戦士Gundam GQuuuuuuX（アラガ、キャスター） - 2025年に劇場先行版が公開
- 強くてニューサーガ（ジングス兵B）
- ブサメンガチファイター（ゴブリン）
- ホテル・インヒューマンズ（嶋本健二）
- 出禁のモグラ（中年男）
- 追放者食堂へようこそ!（ゴブリン）

### 劇場アニメ
2010年代
- ROAD TO NINJA -NARUTO THE MOVIE-（2012年）
- 百日紅（2015年）
- BORUTO -NARUTO THE MOVIE-（2015年）
- 詩季織々「陽だまりの朝食」（2018年、街の米粉店 女将の夫）
- 薄暮（2019年）
- 天気の子（2019年）

2020年代
- シン・エヴァンゲリオン劇場版𝄇（2021年）
- 劇場版 少女☆歌劇 レヴュースタァライト（2021年）
- しん次元! クレヨンしんちゃん THE MOVIE 超能力大決戦 〜とべとべ手巻き寿司〜（2023年、モンスター非理谷）
- デジモンアドベンチャー02 THE BEGINNING（2023年、男性アナウンサー）

### OVA
- クロヒョウ2 龍が如く 阿修羅編（2012年）
- 姉ログ 靄子姉さんの止まらないモノローグ（2015年、男子A）

### Webアニメ
2010年代
- 日本アニメーター見本市 HILL CLIMB GIRL（2014年）
- 日本アニメーター見本市 イブセキヨル二（2015年）

2020年代
- 日本沈没2020（2020年、難民N）
- おしえて北斎! -THE ANIMATION-（2021年、アナウンサー、TVのアナウンサー）
- 終末のワルキューレ（2021年）
- ヴァンパイア・イン・ザ・ガーデン （2022年、兵士、ビル、ヴァンパイア、ハスミ）

### ゲーム
- クロヒョウ2 龍が如く 阿修羅編（2012年、黒服）
- 絶対階級学園（2015年）
- ファイトリーグ（2018年、牙流の剣狼 大神天狼斎、若手実力派イケ面 a.k.a デミー、跳び箱の上のタイ子、あけましておめでタイ子[19]）
- モンスターストライク（2018年 - 2025年、アマイモン[20]、アラガ[21]）

### 吹き替え

#### 映画（吹き替え）
- アイアン・フィスト（BB）
- 悪霊館（ジェイク）
- インディ・ジョーンズと運命のダイヤル[22]
- ヴェンジェンス（ケイシー）
- 神は銃弾（サイラス〈カール・グルスマン〉[23]）
- キングスマン:ファースト・エージェント（ジョンストン英陸軍伍長〈ロス・アンダーソン〉[24]）
- グレイハウンド（フィプラー）
- グレイマン[25]
- ザ・ラスト・マーセナリー[26]
- ザ・ロストシティ（レイ〈ボウエン・ヤン〉[27]）
- サンダーボルツ*[28]
- シークレット・シティ（トーマン）
- シークレットマン（ミラー）
- ジュラシック・エクスペディション（メイソン）
- 処刑遊戯（フレディー 他）
- スケアリーストーリーズ 怖い本（トミー〈オースティン・エイブラムズ〉[29]）
- チャットルーム
- テイク ユア ピル（ブルー）
- 7月22日（チェック服の男子）
- フライ・ミー・トゥ・ザ・ムーン[30]
- ブラック・ウィドウ（ロスの副官[31]）
- マッドマックス:フュリオサ（ファング〈マテュース〉[32]）
- マティアス&マキシム（ブラス〈アントワーヌ・ピロン〉[33]）
- モーグリ ジャングルの伝説（長老オス）
- ラストナイト・イン・ソーホー（学生男22[34]）
- Work It 〜輝けわたし!〜

#### ドラマ
- アンブレイカブル・キミー・シュミット（ハドソン）
- 今、私たちの学校は…（ソンム）
- NCIS: ニューオーリンズ シーズン3（偽リン）
- ベター・コール・ソウル シーズン4（ロコ 他）
- ミスター・メルセデス（オーギー）

#### アニメ
- ドラゴンズドグマ（2020年）
- 烈火澆愁（2024年）

### 舞台
- オアシスの旅人たち（2012年）
- 劇団SHOW&GOFESTIVAL クラッチシューター（2013年）
- 劇団ショートホープ コドモとオトナ〜黒丸商店街奮闘記〜（2014年）
- 劇団ショートホープ 夢のかみさま〜フタリノオハナシ〜（2014年）

### テレビ番組
- モテ福 声優バラエティ番組（2013年、送迎担当・テツオ）

### 映画
- シン・ゴジラ（2016年、声の出演）

### CM
- 月刊LaLa TVCM（生徒）

### シリーズ一覧
1. ↑  SEASON 1（2019年）、SEASON 2（2023年）
2. ↑  第1期（2024年）、第2期（2025年）